# レウコス
レウコス (11351 Leucus) は、木星のトロヤ群小惑星の1つで、「ギリシャ群」と呼ばれるラグランジュ点4 (L4) に位置するD型小惑星。アメリカ航空宇宙局 (NASA) のトロヤ群小惑星探査機ルーシー (Lucy) の目標天体の1つとされており、計画では2028年4月18日にフライバイ観測される予定。

## 発見
1997年10月12日、中国科学院国家天文台の興隆基地での北京天文台CCD小惑星観測プログラムによる掃天観測によって発見された。過去の観測記録では、オーストラリアのサイディング・スプリング天文台で1982年7月25日に撮影された写真乾板に写っていたものが最も古い。

## 軌道と分類
レウコスは、木星とほぼ同じ軌道上で木星の約60°前方にあるラグランジュ点4 (L4) を、木星と1:1の軌道共鳴関係を保ちながら公転している。約12年2ヶ月（4,452日）の公転周期で、太陽から5.0 - 5.6 天文単位 (au) の距離を公転する軌道を持つ。公転軌道の軌道長半径は約5.30 au、軌道離心率は約0.065、黄道に対する軌道傾斜角は約11.6°である。

## 物理的特徴
レウコスは、ルーシー・ミッションの研究者によってD型小惑星に分類されている。木星のトロヤ群は、大多数を占めるD型小惑星と、C型小惑星、始原的なP型小惑星で構成されている。2013年春、カリフォルニア州の太陽系研究センター (Center for Solar System Studies, CS3) の天文学者ロバート・スティーブンスとダニエル・コーリーによる0.35/0.4メートルのシュミットカセグレン式望遠鏡を用いた測光観測で得られた光度曲線から、レウコスの自転周期は513.7 時間という極めて長いものであるとする研究結果が発表された。非主軸回転 (NPAR) を示す証拠は見つかっていない。2018年に発表された研究結果では、445.732 時間と若干短くはなったものの、長い自転周期を持つことを支持するものであった。
赤外線天文衛星IRASやNASAの広視野赤外線探査機NEOWISEによる観測では、レウコスのアルベドはそれぞれ0.06、0.08と低く、直径は42.1 km、34.2 kmとされた。

## 名称
2016年2月22日、ホメロスの『イリアス』に登場するアカイア人の戦士でオデュッセウスの配下であったレウコスにちなんで命名された。

## 探査計画
2021年10月16日打ち上げ予定のNASAのトロヤ群小惑星探査機ルーシーが近接観測する計画となっている。フライバイは2028年4月18日に予定されており、1,000 kmの距離を秒速5.9 kmの速度で通過する計画である。